# Boris Pasternak
Boris Leonidowicz Pasternak (ros. Борис Леонидович Пастернак; ur. 29 stycznia?/10 lutego 1890 w Moskwie, zm. 30 maja 1960 w Pieriediełkinie) – rosyjski poeta, prozaik i kompozytor żydowskiego pochodzenia.
Laureat Nagrody Nobla w dziedzinie literatury za rok 1958, której przyznanie spotkało się z powszechnym aplauzem w kręgach literackich, ale dotkliwie skomplikowało niełatwą sytuację autora w totalitarnym państwie (nie akceptując systemu totalitarnego, znalazł się na marginesie oficjalnego życia kulturalnego). Nękany politycznymi naciskami był zmuszony odmówić jej przyjęcia.

## Życiorys

### Młodość
Jego ojciec, Leonid Pasternak, był żydowskim malarzem i profesorem w szkole malarstwa w Moskwie. Jego matka, Rosa Kaufman – pianistką koncertową.
Uprawiał intelektualną poezję refleksyjną, opartą na własnym systemie filozoficzno-estetycznym, tematycznie związaną z przyrodą i miłością. Syn znanego malarza i pianistki, odebrał staranne wykształcenie humanistyczne i muzyczne. Początkowo związany był z nurtem poezji futurystycznej (debiut w 1914 roku). Jego późniejsze wiersze nawiązywały do niemieckiego romantyzmu i rosyjskiego symbolizmu. W latach 20. opublikował poematy Porucznik Szmidt i Rok 1905.

### Lata trzydzieste
Lata 30. XX w. to okres twórczego kryzysu poety sprzeciwiającego się komunistycznemu reżimowi. W 1936 r. z powodu swojej bezpartyjności padł ofiarą nagonki ze strony reżimowych krytyków literackich (prowadzonej m.in. na łamach „Litieraturnej Gaziety”). W 1937 – w apogeum Wielkiej Czystki – jako jedyny nie podpisał się pod apelem pisarzy o rozstrzelanie „gadzin – zdrajców i szpiegów”. Udało mu się uniknąć aresztowania, mimo iż niektórzy represjonowani artyści (m.in. reżyser Wsiewołod Meyerhold) złożyli pod wpływem tortur obciążające go zeznania.

### Lata powojenne
W latach powojennych Pasternak napisał swoją najsłynniejszą powieść, Doktor Żywago (ukończoną w 1954 roku), opowiadającą o przed- i porewolucyjnych losach inteligencji rosyjskiej. Oficjalne wydawnictwa radzieckie odmawiały jej druku, opublikowana została pierwszy raz w 1957 r. poza granicami ZSRR. W 1958 r. Pasternak otrzymał literacką Nagrodę Nobla „za istotny wkład we współczesną poezję liryczną i podjęcie wielkiej tradycji prozy rosyjskiej”.
Przyznanie nagrody wywołało nagonkę władz komunistycznych ZSRR. Pasternaka usunięto ze Związku Pisarzy, postulowano jego deportację, publikowano napastliwe artykuły w prasie. Ze względu na to oraz pod namową swojej kochanki, Olgi Iwinskiej, obawiającej się represji, Pasternak zrzekł się nagrody. Odebrał nagrodę dopiero syn Jewgienij w 1989 roku.
Na motywach Doktora Żywago został nakręcony, nagrodzony Oscarami, film w reżyserii Davida Leana pod tym samym tytułem, a w 2002 roku powstał film telewizyjny Giacomo Campiottiego, nominowany do nagrody BAFTA.
Boris Pasternak dziś uważany jest za jednego z czołowych rosyjskich pisarzy dysydentów. Zajmował się również tłumaczeniami, m.in. utworów J. Słowackiego, a także poetów zachodnioeuropejskich (m.in. W. Szekspira i J.W. Goethego) i gruzińskich.

## Odznaczenia
- Medal „Za ofiarną pracę w Wielkiej Wojnie Ojczyźnianej 1941–1945”

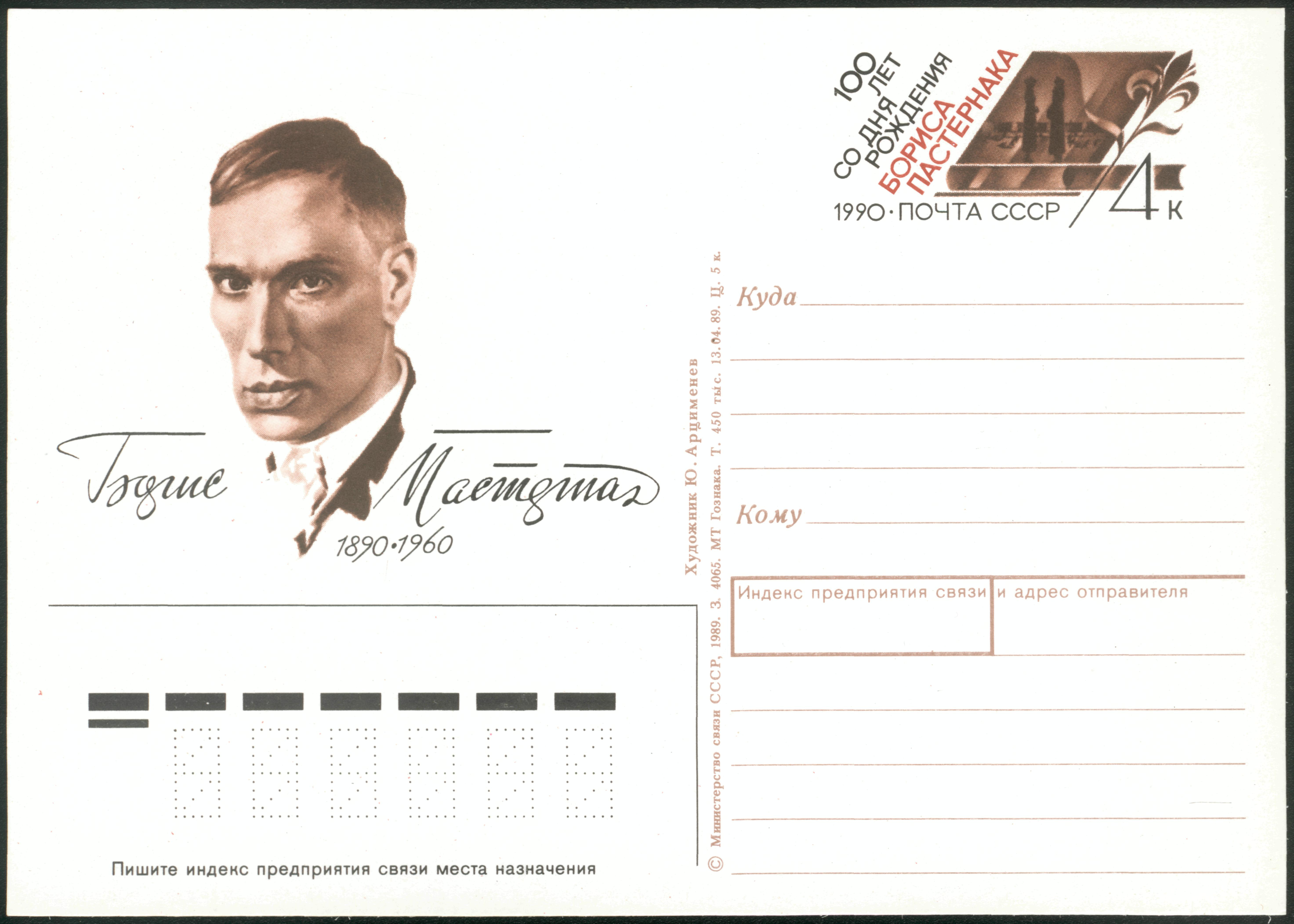
Kartka pocztowa wydana przez pocztę ZSRR z okazji setnej rocznicy urodzin twórcy

- Medal „Za obronę Moskwy”

## Wybrana twórczość

### Powieści
- 1957 – Doktor Żywago (ros. Докtор Живаго)

### Poematy
- 1924 – Wzniosła choroba (ros. Высокая болезнь)
- 1925 – Spektorski(inne języki) (ros. Спекtорский) – powieść wierszem
- 1925-1926 – Rok 1905 (ros. Девяtьсот пяtый год)
- 1926-1927 – Lejtnant Szmidt (ros. Лейtенанt Шмидt

### Zbiory wierszy
- 1913 – Lirika (ros. Лирика)
- 1914 – Bliźniak w chmurach (ros. Близнец в тучах)
- 1917 – Ponad barierami (ros. Поверх барьеров)
- 1922 – Życie – moja siostra(inne języki) (ros. Сесtра моя – жизнь)
- 1923 – Tematy i wariacje (ros. Темы и вариации)
- 1932 – Powtórne narodziny (ros. Вtорое рождение)
- 1943 – W porannych pociągach(inne języki) (ros. На ранних поездах)
- 1945 – Przestwór ziemski (ros. Земной простор)
- 1956-1959 – Gdy się rozpogodzi(inne języki) (ros. Когда разгуляется)

### Opowiadania
- 1918 – Linia Apellesa (ros. Апеллесова черта)
- 1922 – Dzieciństwo Luvers (ros. Деtсtво Люверс)
- 1924 – Drogi napowietrzne (ros. Воздушные пути)
- 1931 – List żelazny
- Listy z Tuły (ros. Письма из Тулы)
- Dumny nędzarz (ros. Надменный нищий)
- Ciocia Ola (ros. Тетя Оля)
- Powiat na tyłach (ros. Уезд в tылу)